# روبن ماكاولي
روبن ماكاولي (بالإنجليزية: Robin McAuley)‏ هو مغني وملحن أيرلندي، ولد في 20 يناير 1953 في مقاطعة ميث في جمهورية أيرلندا.

## وصلات خارجية
- الموقع الرسمي
- روبن ماكاولي على موقع ميوزك برينز (الإنجليزية)
- روبن ماكاولي على موقع أول ميوزيك (الإنجليزية)
- روبن ماكاولي على موقع ديسكوغز (الإنجليزية)